# اکتن، دورست
اکتن (به انگلیسی: Acton) یک روستا در بریتانیا است که در لانگتون ماتراورس واقع شده‌است.